# 倭伦白
古斯塔夫·奥斯卡·倭伦白（瑞典語：Gustaf Oscar Wallenberg，1863年1月6日—1937年3月21日），是瑞典外交官。曾出任驻清朝、中华民国公使。1908年7月2日与联芳签订《中瑞友睦通商行船条约》。